# Phthiria tinctipennis
Phthiria tinctipennis är en tvåvingeart som beskrevs av Hesse 1975. Phthiria tinctipennis ingår i släktet Phthiria och familjen svävflugor. Inga underarter finns listade i Catalogue of Life.